# Магнитен момент
Магнитен момент (също магнитен диполен момент) най-общо е вектор характеризиращ магнитните свойства на дадено обемно разпределение на електрически ток. Магнитният диполен момент на стационарен (постоянен) ток протичащ през малък затворен обем {\displaystyle dV} (напр. малък проводников контур) може да се сравни с електрическия диполен момент на електрически дипол (двойка статични заряди разположени на малко разстояние {\displaystyle {\vec {dl}}} един от друг). Магнитният момент на обемно разпределен постоянен ток с токова плътност {\displaystyle {\vec {J({\vec {r}})}}} се дефинира като:
{\displaystyle {\vec {m({\vec {r'}})}}={\frac {1}{2}}\int _{(V)}({\vec {r'}}-{\vec {r}})\times {\vec {J({\vec {r}})}}dV,[Am^{2}]},
където {\displaystyle {\vec {r'}}} е вектор от началото на приетата координатна система до точката в която се изчислява момента, а {\displaystyle {\vec {r}}} е вектор от началото на координатната система до началото на вектора на токовата плътност {\displaystyle {\vec {J}}} протичаща през обем {\displaystyle dV}.

## Магнитен момент на магнитен дипол (магнитен диполен момент)
Магнитният дипол е безкрайно малък затворен проводников контур през който протича ток. Понятието се използва за описване свойствата на магнитните материали. Магнитният дипол може да се моделира с реален кръгов контур от достатъчно тънък проводник и малък радиус. Магнитният момент на такъв кръгов контур се записва като:
{\displaystyle {\vec {m}}=\pi r^{2}I{\vec {n}}=IS{\vec {n}}},
където {\displaystyle I} е кръговия ток, {\displaystyle r} е радиуса на контура, {\displaystyle S} е площта на кръга и {\displaystyle {\vec {n}}} е единичния вектор перпендикулярен на повърхността на контура с посока определена по правилото на десния винт (виж илюстрацията). Магнитен диполен момент на атомите
Магнитният диполен момент на атома е свързан с орбиталното движение на електроните около атомното ядро, както и с въртенето на последните около собствената им ос (спин на електроните). Поради квантовите явления в атома, магнитният момент не може да се измери. Възможно е да се измери само проекцията на последния върху дадена ос, която е прието да се означава с {\displaystyle z}. Проекцията на орбиталния магнитен момент се записва като:
{\displaystyle \mu _{z}=-m_{l}{\frac {eh}{4\pi m_{e}}}},
където {\displaystyle m_{l}}=0,±1,±2....,±{\displaystyle l} е магнитното квантово число,
{\displaystyle l} е орбиталното квантово число,
{\displaystyle e=1.602176462\cdot 10^{-19}C} е заряда на електрона,
{\displaystyle h=6.62606876\cdot 10^{-34}J\cdot s} е константата на Планк
{\displaystyle m_{e}=9.10938188\cdot 10^{-31}kg} е масата на електрона.
Величината
{\displaystyle \mu _{B}={\frac {eh}{4\pi m_{e}}}=9.27\cdot 10^{-24}J/T}
се нарича магнетон на Бор. Така за орбиталния магнитен диполен момент може да се запише:
{\displaystyle \mu _{z}=-m_{l}\mu _{B}}
Освен този момент, както беше споменато, електроните имат също спинов магнитен диполен момент {\displaystyle \mu _{s}}:
{\displaystyle \mu _{s,z}=\mp \mu _{B}}
В многоелектронните атоми, електроните образуват двойки с противоположни спинове, при което техните собствени магнитни моменти взаимно се компенсират. Някои атоми съдържат и несдвоени електрони (атоми с нечетен брой електрони) и поне един некомпенсиран спинов магнитен диполен момент. Магнитният момент на атома е векторна сума от орбиталните и спиновите магнитни моменти на всички електрони. Протоните и неутроните също имат магнитни диполни моменти, но те са много по-малки от електронните. Магнетизмът на атомите се дължи преди всичко на електроните.
Ако се приеме опростения класически модел на атома, електроните извършват кръгово движение около неподвижното атомно ядро. На илюстрацията е показан електрон, който се движи със скорост {\displaystyle v} по окръжност с радиус {\displaystyle r}. Периодът на въртене на електрона е
{\displaystyle T={\frac {2\pi r}{v}}}, [s]
Ефективният ток на електрона се получава като се раздели заряда на електрона на периода на въртене:
{\displaystyle I={\frac {e}{T}}={\frac {ev}{2\pi r}},[A]}
Магнитният диполен момент на този ефективен кръгов ток е:
{\displaystyle {\vec {p_{m}}}={\vec {\mu }}=IS{\vec {n}}={\frac {ev}{2\pi r}}\pi r^{2}{\vec {n}}={\frac {1}{2}}evr{\vec {n}}}
Моментът на импулса на електрона спрямо точка О (атомното ядро) е
{\displaystyle {\vec {L}}={\vec {r}}\times m_{e}{\vec {v}}=-m_{e}vr{\vec {n}}}
Така се получава:
{\displaystyle {\vec {\mu }}=-{\frac {e}{2m_{e}}}{\vec {L}}}
Знакът минус показва противоположните посоки на {\displaystyle {\vec {\mu }}} и {\displaystyle {\vec {L}}}.
От друга страна от квантовата механика е известно, че стойностите на {\displaystyle L_{z}} са целочислено кратни на {\displaystyle h/(2\pi )}:
{\displaystyle L_{z}=m_{l}{\frac {h}{2\pi }}}
Така се получава орбиталния магнитен диполен момент:
{\displaystyle \mu _{z}=-m_{l}{\frac {eh}{4\pi m_{e}}}}